# George Douglas-Hamilton

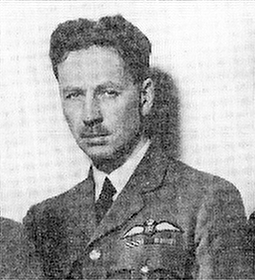

George Nigel Douglas-Hamilton (ur. 4 stycznia 1906 w Wimborne w hrabstwie Dorset, zm. 24 listopada 1994) – brytyjski arystokrata, polityk i wojskowy, członek Partii Konserwatywnej, minister w rządach Winstona Churchilla, Anthony'ego Edena i Harolda Macmillana.

## Życiorys
Był młodszym synem Alfreda Douglasa-Hamiltona, 13. księcia Hamilton, i Niny Poore, córki majora Roberta Poore'a. Wykształcenie odebrał w Eton College, w Balliol College na Uniwersytecie Oksfordzkim, na Uniwersytecie Edynburskim, a także na Uniwersytecie w Bonn, Uniwersytecie Wiedeńskim oraz na Sorbonie. W 1935 r. został członkiem Stowarzyszenia Adwokatów. W 1959 r. został Radcą Królowej.
W latach 1935–1940 był członkiem rady miejskiej Edynburga. W latach 1936–1939 był komisarzem przy szkockiej Generalnej Radzie Kontroli. W latach 1937–1939 był komisarzem Obszarów Specjalnych Szkocji. W latach 1934–1936 był dówdcą 603 Szwadronu RAF.
Po wybuchu II wojny światowej wstąpił do Royal Air Force. Był głównym oficerem wywiadu dowództwa lotnictwa myśliwskiego. Był również osobistym asystentem marszałka Hugh Dowdinga. Dwukrotnie wspomniano go w rozkazie dziennym. W 1938 r. otrzymał Air Force Cross, a w 1941 r. został oficerem Orderu Imperium Brytyjskiego.
W 1940 r. zmarł ojciec Douglasa-Hamiltona i George odziedziczył tytuł 10. hrabiego Selkirk, co dało mu prawo do zasiadania w Izbie Lordów. W latach 1945–1963 był parem-reprezentantem Szkocji. W tym czasie był Lordem-in-Waiting króla Jerzego VI i królowej Elżbiety II (w latach 1951-1953). W 1953 r. objął urząd Paymaster-General, a w 1955 r. został Kanclerzem Księstwa Lancaster. W latach 1957–1959 był pierwszym lordem Admiralicji.
Selkirk był komisarzem Wielkiej Brytanii w Singapurze oraz generalnym komisarzem w Azji Południowo-Wschodniej w latach 1959-1963. Reprezentował również Wielką Brytanię przy radzie Organizacji Paktu Azji Południowo-Wschodniej.
W 1955 r. został członkiem Tajnej Rady. W 1959 r. otrzymał Krzyż Wielki Orderu św. Michała i św. Jerzego. W 1963 r. został odznaczony Krzyżem Wielkim Orderu Imperium Brytyjskiego. W 1976 r. otrzymał Order Ostu.
6 sierpnia 1947 r. poślubił Audrey Drummond-Sale-Barker (zm. 21 grudnia 1994), córkę Maurice’a Drummonda-Sale-Bakera. Małżonkowie nie mieli razem dzieci.
Zmarł w 1994 r. Tytuł hrabiego Selkirk odziedziczył jego bratanek, James.